# Raf Smekens
Raf Smekens (29 januari 2004) is een Belgisch voetballer die onder contract ligt bij KVC Westerlo. Smekens kan zowel achterin als op het middenveld worden opgesteld.

## Clubcarrière
Smekens sloot zich als kind aan bij KRC Genk, waar hij instroomde bij de U7 van de Jos Vaessen Talent Academy. In juli 2019 ondertekende hij z'n eerste contract bij Genk. In juli 2021 werd dat contract verlengd tot 2024.
Op 9 december 2022 maakte Smekens zijn profdebuut in het shirt van Jong Genk, het beloftenelftal van Genk dat in het seizoen 2022/23 zijn intrede maakte in Eerste klasse B: op de zeventiende competitiespeeldag liet trainer Hans Somers in de wedstrijd tegen Club NXT (1-2-verlies) hem in de 81e minuut invallen. Smekens kwam dat seizoen met de U19 van Genk ook uit in de UEFA Youth League.
In 2023 maakte Smekens de overstap naar KVC Westerlo, waar hij aanvankelijk aansloot bij de beloften. Op 20 april 2024 maakte hij zijn officiële debuut in het eerste elftal van de club: op de vierde speeldag van de Europe Play-offs liet trainer Bart Goor hem in het 3-3-gelijkspel tegen Standard Luik in de 81e minuut invallen voor Josimar Alcócer.

## Clubstatistieken
| Seizoen         | Club            | Land            | Competitie      | Competitie | Competitie | Beker | Beker | Supercup | Supercup | Europees | Europees | Totaal | Totaal |
| Seizoen         | Club            | Land            | Competitie      | Wed.       | Dlp.       | Wed.  | Dlp.  | Wed.     | Dlp.     | Wed.     | Dlp.     | Wed.   | Dlp.   |
| --------------- | --------------- | --------------- | --------------- | ---------- | ---------- | ----- | ----- | -------- | -------- | -------- | -------- | ------ | ------ |
| 2022/23         | Jong Genk       | Vlag van België | Eerste klasse B | 1          | 0          | —     | —     | —        | —        | —        | —        | 1      | 0      |
| 2023/24         | KVC Westerlo    | Vlag van België | Eerste klasse A | 1          | 0          | 0     | 0     | —        | —        | —        | —        | 1      | 0      |
| Carrière totaal | Carrière totaal | Carrière totaal | Carrière totaal | 2          | 0          | 0     | 0     | 0        | 0        | 0        | 0        | 2      | 0      |

Bijgewerkt op 22 april 2024.